# Dhansak

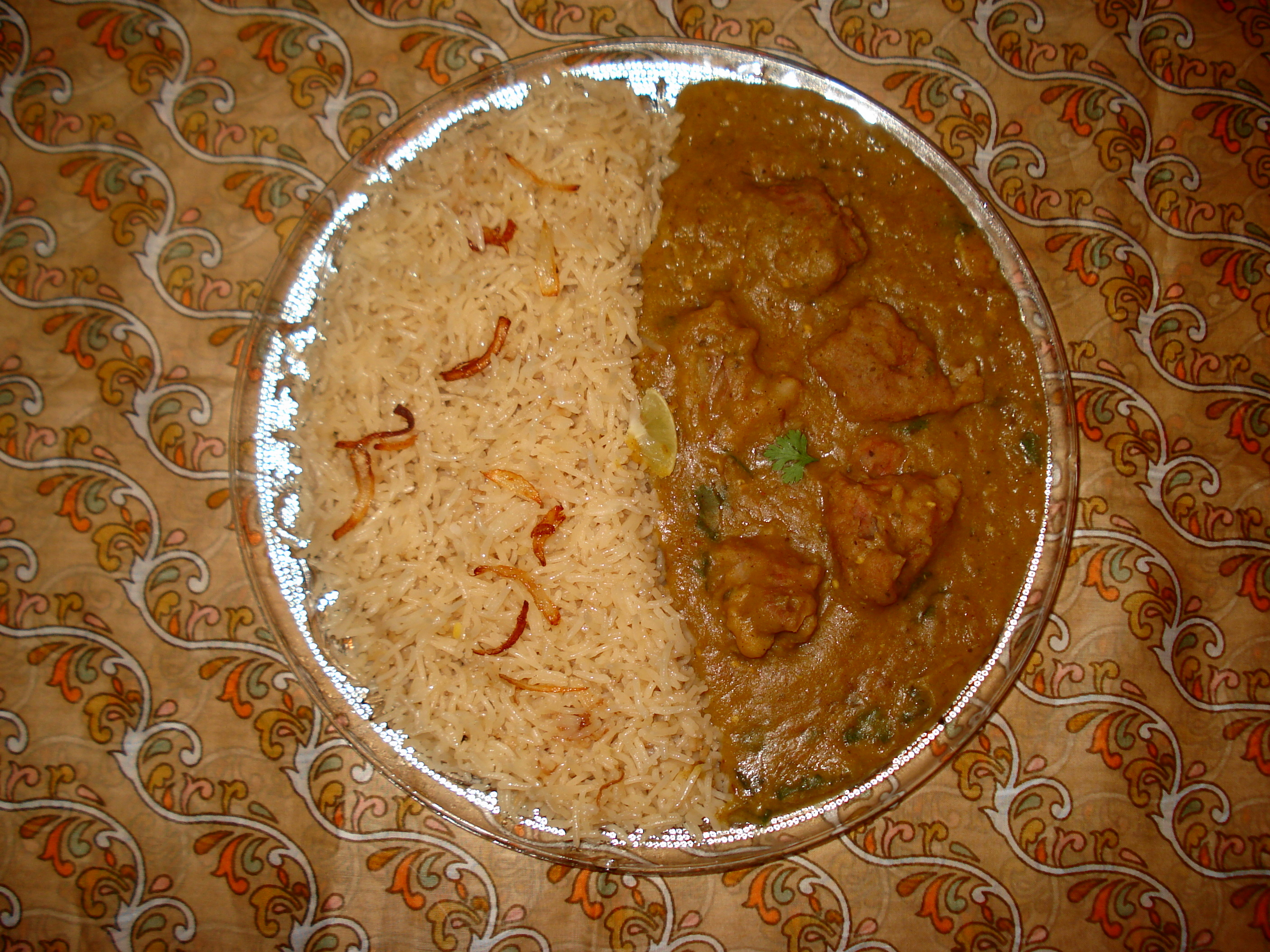
Dhansak

El dhansak es un curry de la cocina india que posee como principal ingrediente las lentejas.
Existen versiones cárnicas (elaboradas generalmente con cordero) o completamente vegetarianas (se suele emplear berenjenas y tomates) de este curry.
La mezcla de especias se suele freír en ghee (mantequilla clarificada) y posteriormente se le añade el cordero para que se fría todo junto. Posteriormente se cuece todo junto con las lentejas. Este curry a veces suele llevar mezclas de tipos de lentejas, como pueden ser Urad dal y Toor dal. 
- Datos: Q2723965